# Љубавни филм
Љубавни филм је филмски жанр који је фокусиран на страст, емоције и однос привржености између главних ликова. Код љубавних филмова, главна тема заплета је љубавна прича или трагање за љубављу. Повремено се главни јунаци суочавају са препрекама као што су финансије, болест, разни облици дискриминације, психолошке баријере или претње породица које не одобравају њихову везу. Заплет у љубавним филмовима могу чинити и свакодневне животне тензије и искушења, неверство, као и карактерне и друге разлике између главних јунака.
Најчешће теме љубавних филмова су љубав на први поглед, неузвраћена љубав, опсесивна љубав, духовна љубав, забрањена љубав, сексуална и страствена љубав, деструктивна љубав, трагична љубав, разлика у годинама итд. Љубавни филмови служе гледаоцима као бег од стварности, поготово ако главни јунаци превазиђу све тешкоће и искушења живота и живе „срећно до краја живота“.

## Поджанрови
- Љубавна драма. Романтичне драме обично стављају већи нагласак на секс и личност љубавника него романтичне комедије. Музика се често користи да укаже на емоционално расположење, стварајући атмосферу веће изолације за пар. Романтична драма обично не открива да ли ће главни јунаци на крају ступити у брак. Пример романтичне драме је филм Мостови округа Медисон.
- Чик флик је термин који се користи за филмове који су усмерени ка женској публици. Примери су Прљави плес, Титаник и други.
- Романтичне комедије су филмови који имају духовит заплет базиран на романтичним идеалима попут оног да је права љубав у стању да превазиђе већину препрека. Хумор је у таквим филмовима најчешће вербалан или ситуациони. Примери је филм Догодило се једне ноћи.
- Љубавни трилер је жанр који комбинује елементе романтичног филма и трилера. Неки примери романтичних трилера су Господин и госпођа Смит, Турист, Сумрак итд.